# Leonore Schwarz-Neumaier
Leonore Schwarz-Neumaier, geboren als Leonore Schwarz (* 23. Juni 1889 in Wien; † 1942 vermutlich im KZ Majdanek, Lublin, Polen) war eine österreichische Opernsängerin (Alt).

## Leben

### Wirken bis 1934
Leonore Schwarz wurde am 23. Juni 1889 in Wien (damals Österreich-Ungarn) geboren. Nachdem sie bereits während ihrer Schulzeit bei öffentlichen Konzerten als Sängerin aufgetreten war, begann sie 1905 in Wien ihre Gesangsausbildung. 1912 wurde sie als Altistin an das Opernhaus Graz verpflichtet, danach trat sie in Nürnberg unter dem Dirigenten Bruno Walter auf. Nach einem Jahr in Magdeburg wurde sie 1917 als Erste Altistin an die Frankfurter Oper berufen und blieb dort bis zum Ende ihrer Opernkarriere im Jahr 1921. Hier feierte sie große Erfolge nicht nur in zahlreichen Wagneropern, sondern u. a. auch als Carmen, als Suzuki in „Madama Butterfly“, als Prinz Orlofsky in „Die Fledermaus“, als Amneris in „Aida“, oder als Hänsel in „Hänsel und Gretel“.
Im Jahr 1921 heiratete Leonore Schwarz den Frankfurter Kaufmann Otto Neumaier (für diesen war es die zweite Ehe) und führte seitdem den Doppelnamen Schwarz-Neumaier. Nach der Geburt ihres Sohnes Hans im selben Jahr trat sie von der Opernbühne ab, war aber weiterhin als Sängerin zu erleben: in Konzerten (beispielsweise mit den Sängern der Mailänder Scala Umberto Urbano und Giovanni Manuritta), an Dr. Hoch’s Konservatorium und im Rundfunk.
Leonore Schwarz-Neumaier widmete sich nun vorrangig dem Leben in ihrer – wie ihr Sohn es später nannte – „gutbürgerlichen Frankfurter Familie“. Die Wohnung in der Freiherr-vom-Stein-Straße 15 befand sich zwar in unmittelbarer Nähe der Westend-Synagoge, dennoch spielte das Jüdischsein keine bedeutende Rolle für die Familie Schwarz-Neumaier.
Mit der Machtergreifung durch die Nationalsozialisten wurden die Auftrittsmöglichkeiten der gefeierten Sängerin – wie die aller jüdischen Künstler – stark eingeschränkt: Ab 1934 durfte sie nur noch bei Konzerten des Kulturbundes Deutscher Juden und der Vereinigung der Jüdischen Tonkünstler Frankfurts auftreten.

### Gescheiterte Emigration, Deportation und Tod

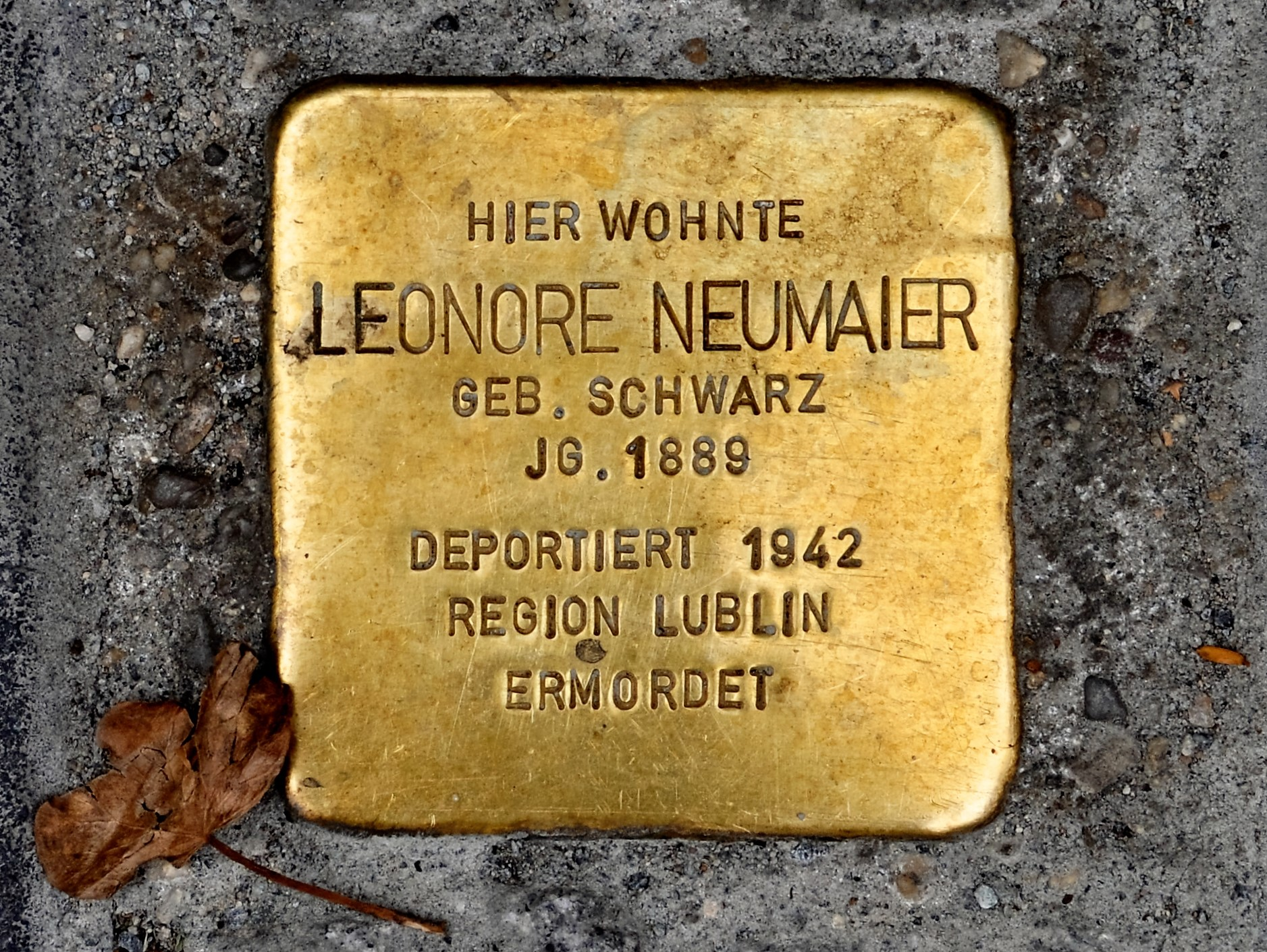
Stolperstein in Frankfurt

Während der Novemberpogrome 1938 wurde Otto Neumaier inhaftiert, aufgrund seines Alters von 64 Jahren blieb ihm jedoch die Deportation in ein Lager erspart. Daraufhin entschloss sich die Familie zur Emigration in die USA. Tatsächlich konnten Otto und Sohn Hans 1940 bzw. 1939 in die Vereinigten Staaten ausreisen, weil ein dort bereits lebender Sohn Ottos aus erster Ehe, Arthur Neumaier, ein Affidavit (eine Art Bürgschaft) geltend machte. Die Ausreise Leonores hingegen wurde vom amerikanischen Konsul abgelehnt, da der in den USA lebende Arthur Neumaier lediglich ihr Stiefsohn war und nicht als direkter Verwandter galt.
Leonore Schwarz-Neumaier blieb nun allein in Frankfurt zurück, musste die Familienwohnung aufgeben und zog in ein kleines Zimmer in der Liebigstraße 27b. Während sie dort mit einem katholischen Bankier ihre Vermögensangelegenheiten besprach, wurde dieser nach Denunziation in ihrer Wohnung von der Geheimen Staatspolizei verhaftet. Als Leonore ihm helfen wollte, wurde sie ebenfalls verhaftet, die Rückkehr in ihre Wohnung wurde ihr verweigert.
Im Juni 1942 wurde Leonore Schwarz-Neumaier vermutlich nach Polen in das Vernichtungslager Majdanek verschleppt. Es ist anzunehmen, dass sie dort ermordet wurde. Vor dem Haus in der Freiherr-vom-Stein-Straße 15 erinnert heute ein Stolperstein an sie, auch auf der Gedenktafel an den Städtischen Bühnen Frankfurt wird ihrer gedacht.